# 가사마시
가사마시(일본어: 笠間市)는 일본 간토 지방 북동부, 이바라키현 중부에 있는 시이다.
예부터 일본 3대 일람으로 꼽히는 가사마 이나리 신사의 몬젠마치이자 가사마성의 조카마치(성시)로 번창해 왔다. 최근에는 가사마 야키의 생산지로 알려져 봄이나 가을에 열리는 도기시(도자기 축제) 때는 관광객으로 활기찬다. 2006년 3월 19일에 가사마시, 옛 니시이바라키군(도모베정, 이와마정) 등 1시 2정이 통합되었다.

## 인구
| 연도 | 인구   | ±%     |
| ---- | ------ | ------ |
| 1950 | 67,832 | —      |
| 1960 | 64,806 | −4.5%  |
| 1970 | 65,105 | +0.5%  |
| 1980 | 73,070 | +12.2% |
| 1990 | 77,782 | +6.4%  |
| 2000 | 82,358 | +5.9%  |
| 2010 | 79,423 | −3.6%  |

## 지리
이바라키현 중부에 위치하며 북서부는 야미조 산계가 온화하게 늘어서 있는 구릉지대이고 남서부에는 아타고산이 위치한다. 북서부에서 동남부까지는 대체로 평탄한 대지가 펼쳐져 있고 중앙부에는 히누마강이 북서부에서 동부로 흐른다.

### 기후
| 가사마시의 기후                                              | 가사마시의 기후 | 가사마시의 기후 | 가사마시의 기후 | 가사마시의 기후 | 가사마시의 기후 | 가사마시의 기후 | 가사마시의 기후 | 가사마시의 기후 | 가사마시의 기후 | 가사마시의 기후 | 가사마시의 기후 | 가사마시의 기후 | 가사마시의 기후 |
| 월                                                           | 1월             | 2월             | 3월             | 4월             | 5월             | 6월             | 7월             | 8월             | 9월             | 10월            | 11월            | 12월            | 연간            |
| ------------------------------------------------------------ | --------------- | --------------- | --------------- | --------------- | --------------- | --------------- | --------------- | --------------- | --------------- | --------------- | --------------- | --------------- | --------------- |
| 역대 최고 기온 °C (°F)                                       | 17.9 (64.2)     | 23.6 (74.5)     | 26.0 (78.8)     | 31.2 (88.2)     | 34.4 (93.9)     | 35.3 (95.5)     | 38.2 (100.8)    | 38.2 (100.8)    | 36.8 (98.2)     | 33.4 (92.1)     | 25.1 (77.2)     | 25.0 (77.0)     | 38.2 (100.8)    |
| 일평균 최고 기온 °C (°F)                                     | 9.2 (48.6)      | 10.0 (50.0)     | 13.3 (55.9)     | 18.6 (65.5)     | 23.0 (73.4)     | 25.5 (77.9)     | 29.5 (85.1)     | 30.9 (87.6)     | 27.2 (81.0)     | 21.7 (71.1)     | 16.5 (61.7)     | 11.5 (52.7)     | 19.7 (67.5)     |
| 일일 평균 기온 °C (°F)                                       | 2.4 (36.3)      | 3.3 (37.9)      | 6.9 (44.4)      | 12.1 (53.8)     | 17.0 (62.6)     | 20.5 (68.9)     | 24.4 (75.9)     | 25.6 (78.1)     | 22.0 (71.6)     | 16.2 (61.2)     | 10.1 (50.2)     | 4.7 (40.5)      | 13.8 (56.8)     |
| 일평균 최저 기온 °C (°F)                                     | −3.4 (25.9)     | −2.6 (27.3)     | 0.7 (33.3)      | 5.8 (42.4)      | 11.6 (52.9)     | 16.4 (61.5)     | 20.6 (69.1)     | 21.7 (71.1)     | 17.9 (64.2)     | 11.5 (52.7)     | 4.6 (40.3)      | −1.0 (30.2)     | 8.6 (47.6)      |
| 역대 최저 기온 °C (°F)                                       | −13.3 (8.1)     | −10.9 (12.4)    | −7.2 (19.0)     | −3.9 (25.0)     | 0.4 (32.7)      | 7.5 (45.5)      | 11.5 (52.7)     | 12.6 (54.7)     | 6.3 (43.3)      | −0.1 (31.8)     | −4.6 (23.7)     | −8.0 (17.6)     | −13.3 (8.1)     |
| 평균 강수량 mm (인치)                                        | 50.2 (1.98)     | 49.5 (1.95)     | 97.6 (3.84)     | 122.0 (4.80)    | 138.3 (5.44)    | 143.3 (5.64)    | 161.4 (6.35)    | 128.8 (5.07)    | 190.0 (7.48)    | 180.7 (7.11)    | 76.0 (2.99)     | 45.3 (1.78)     | 1,383.1 (54.45) |
| 평균 강수일수 (≥ 1.0 mm)                                     | 4.7             | 5.4             | 9.5             | 10.2            | 11.0            | 12.5            | 12.4            | 9.4             | 11.3            | 10.6            | 6.9             | 5.2             | 109.1           |
| 평균 월간 일조시간                                           | 205.7           | 188.5           | 192.5           | 190.7           | 193.4           | 135.3           | 151.7           | 179.6           | 136.9           | 144.6           | 162.0           | 184.0           | 2,063.7         |
| 출처: 일본 기상청 (평년값: 1991년~2020년, 극값: 1978년~현재) |                 |                 |                 |                 |                 |                 |                 |                 |                 |                 |                 |                 |                 |

## 역사
- 1889년 4월 1일 - 정으로 승격해 니시이바라키군 가시마정이 되었다.
- 1958년 8월 1일 - 시로 승격해 가시마시가 되었다.
- 2006년 3월 19일 - 가사마시, 도모베정, 이와마정이 통합하였다. 명칭은 '가사마시'로 유지하였다.

## 교통

### 철도
- 동일본 여객철도
  - 조반선
  - 미토선

### 도로
- 조반 자동차도
- 기타칸토 자동차도
- 국도 제50호선
- 국도 제355호선